# Lucas Silva (ur. 1984)
Lucas Antônio Silva de Oliveira (ur. 26 sierpnia 1984 w Miguel Calmon) – brazylijski piłkarz z obywatelstwem meksykańskim występujący na pozycji środkowego pomocnika.

## Kariera klubowa
Silva pochodzi z miasta Miguel Calmon, jednak jako trzynastolatek w poszukiwaniu lepszych perspektyw wyjechał do Rio de Janeiro. Jest wychowankiem tamtejszego klubu Olaria AC, do którego seniorskiej drużyny został włączony w wieku osiemnastu lat. Przez kolejne kilka miesięcy bez większych sukcesów występował w jej barwach w trzeciej lidze brazylijskiej – Campeonato Brasileiro Série C, po czym przeniósł się do Meksyku, gdzie spędził niemal całą resztę swojej piłkarskiej kariery. Najpierw trafił do beniaminka drugiej ligi – Estudiantes de Santander z miasta Altamira, którego barwy reprezentował jako podstawowy zawodnik przez kolejne półtora roku, a następnie przeszedł do występującego na tym samym poziomie rozgrywek zespołu Delfines de Coatzacoalcos. Tam spędził z kolei sześć miesięcy, w późniejszym czasie zasilając kolejnego drugoligowca – drużynę Correcaminos UAT z siedzibą w Ciudad Victoria. Jego zawodnikiem pozostawał przez rok, nie odnosząc poważniejszych osiągnięć, lecz mając niepodważalne miejsce w wyjściowej jedenastce.
Latem 2006 Silva został piłkarzem spadkowicza z najwyższej klasy rozgrywkowej – klubu Dorados de Sinaloa z miasta Culiacán. Tam od razu został głównym rozgrywającym ekipy i przez kolejne dwa lata notował świetne występy, będąc jednym z najlepszych piłkarzy drugiej ligi meksykańskiej. W wiosennym sezonie Clausura 2007 wygrał ze swoją drużyną rozgrywki Primera División A, co nie zaowocowało jednak awansem do pierwszej ligi, wobec porażki w decydującym o promocji dwumeczu z Pueblą (1:1, 2:3). Podczas jesiennych rozgrywek Apertura 2007 dotarł natomiast z Dorados do finału drugiej ligi i sukces ten powtórzył również pół roku później, w sezonie Clausura 2008. W połowie 2008 roku powrócił do ojczyzny, podpisując umowę z jednym z czołowych brazylijskich klubów Botafogo FR z Rio de Janeiro. W Campeonato Brasileiro Série A zadebiutował 9 lipca 2008 w przegranym 2:5 spotkaniu z Vitórią, a w 2009 roku zajął drugie miejsce w rozgrywkach ligi stanowej – Campeonato Carioca. Ogółem w Botafogo spędził rok, pełniąc jednak przeważnie rolę rezerwowego.
W lipcu 2009 Silva wrócił do Meksyku, gdzie zasilił drugoligowy zespół Atlante UTN z siedzibą w Nezahualcóyotl, pełniącego rolę rezerw klubu Atlante FC. Tam występował przez sześć miesięcy, a w grudniu tego samego roku znalazł się w składzie pierwszej drużyny Atlante na Klubowe Mistrzostwa Świata; podczas tego turnieju strzelił gola w ćwierćfinale z nowozelandzkim Auckland City (3:1), zaś jego ekipa odpadła w półfinale, zajmując ostatecznie czwarte miejsce. Na początku 2010 roku został graczem innego drugoligowca – Tiburones Rojos de Veracruz, gdzie bez poważniejszych sukcesów spędził pół roku, po czym powrócił do klubu, z którym odnosił największe sukcesy – Dorados de Sinaloa. Jako podstawowy zawodnik występował tam przez sześć miesięcy, a następnie został wypożyczony do swojego byłego zespołu Correcaminos UAT, w którego barwach również zanotował półroczny pobyt na zapleczu najwyższej klasy rozgrywkowej.
Latem 2011 Silva przeszedł do pierwszoligowej ekipy Puebla FC, w której barwach 23 lipca 2011 w wygranym 1:0 meczu z Atlasem zadebiutował w meksykańskiej Primera División. Premierowego gola w pierwszej lidze strzelił natomiast 3 sierpnia tego samego roku, w przegranej 1:5 konfrontacji z Atlante. Szybko wywalczył sobie miejsce w wyjściowym składzie, a po upływie roku został zawodnikiem zespołu Deportivo Toluca, w którego barwach, pełniąc rolę kluczowego gracza linii pomocy, w jesiennym sezonie Apertura 2012 zdobył wicemistrzostwo kraju. W barwach Toluki również występował przez rok, po czym zasilił drużynę CF Monterrey, gdzie także od razu został podstawowym piłkarzem. We wrześniu 2013 otrzymał meksykańskie obywatelstwo, zaś trzy miesiące później po raz kolejny wziął udział w Klubowych Mistrzostwach Świata, tym razem zajmując na nich piątą lokatę. Ogółem w barwach Monterrey spędził dwa lata.
W lipcu 2015 Silva zasilił ekipę Cruz Azul ze stołecznego miasta Meksyk, gdzie spędził pół roku, po czym udał się na wypożyczenie do CF Pachuca.
| Sezon     | Klub                        | Kraj     | Rozgrywki  | Mecze | Bramki |
| --------- | --------------------------- | -------- | ---------- | ----- | ------ |
| 2002      | Olaria AC                   | Brazylia | Série C    |       |        |
| 2003      | Olaria AC                   | Brazylia | Série C    |       |        |
| 2003/2004 | Estudiantes de Santander    | Meksyk   | Ascenso MX | 28    | 6      |
| 2004/2005 | Estudiantes de Santander    | Meksyk   | Ascenso MX | 18    | 1      |
| 2004/2005 | Delfines de Coatzacoalcos   | Meksyk   | Ascenso MX | 23    | 2      |
| 2005/2006 | Correcaminos UAT            | Meksyk   | Ascenso MX | 40    | 14     |
| 2006/2007 | Dorados de Sinaloa          | Meksyk   | Ascenso MX | 42    | 6      |
| 2007/2008 | Dorados de Sinaloa          | Meksyk   | Ascenso MX | 46    | 15     |
| 2008      | Botafogo FR                 | Brazylia | Série A    | 15    | 0      |
| 2009      | Botafogo FR                 | Brazylia | Série A    | 1     | 0      |
| 2009/2010 | Atlante UTN                 | Meksyk   | Ascenso MX | 13    | 4      |
| 2009/2010 | Tiburones Rojos de Veracruz | Meksyk   | Ascenso MX | 14    | 1      |
| 2010/2011 | Dorados de Sinaloa          | Meksyk   | Ascenso MX | 16    | 2      |
| 2010/2011 | Correcaminos UAT            | Meksyk   | Ascenso MX | 18    | 1      |
| 2011/2012 | Puebla FC                   | Meksyk   | Liga MX    | 33    | 6      |
| 2012/2013 | Deportivo Toluca            | Meksyk   | Liga MX    | 40    | 12     |
| 2013/2014 | CF Monterrey                | Meksyk   | Liga MX    | 32    | 3      |
| 2014/2015 | CF Monterrey                | Meksyk   | Liga MX    | 34    | 1      |
| 2015/2016 | Cruz Azul                   | Meksyk   | Liga MX    | 13    | 3      |
| 2015/2016 | CF Pachuca                  | Meksyk   | Liga MX    |       |        |